# Список синтоїстських святилищ
Список сінтоїстських святилищ
У списку представлені найвідоміші святилища Японії. 
- 正宮：Святилище Ісе（Ісе, Міє）
- Святилище Іцукусіма（о. Іцукусіма, м. Хацукаіті, Хіросіма）
- Святилище Камо (賀茂神社) (Кіото)
  - Святилище Камо Вакеідзуті  (Святилище Каміґамо)
  - Святилище Камо Міоя (Святилище Сімоґамо)
- Святилище Ясукуні（Тійода-ку, Токіо）